# 松波良利
松波 良利（まつなみ よしとし、? - 宝永7年11月19日（1711年1月7日））は、江戸時代前期の財政家。勘十郎（かんじゅうろう）の通称で知られている。水戸藩など各地の大名家の財政再建を請負った。

## 来歴
加納藩領であった美濃国厚見郡鶉村（現在の岐阜県岐阜市鶉）出身。鶉村東鶉の奥田家に生まれ、元は奥田姓を名乗っていたが、万治元年（1658年）、加納宿の名主・松波氏（松波文右衛門（ぶんえもん））の養子となり、加納宿庄屋となったが、寛文9年（1669年）に同家を離れて各地を放浪した。延宝7年（1679年）に幕府代官による美濃国の小物成検地に協力したのを機に、貞享年間には下総国匝瑳郡と三河国賀茂郡の旗本領の検地を行った。元禄年間以後は高岡藩、大多喜藩、大和郡山藩、三次藩などの財政再建に関与。人員削減や冗費節減、検地や年貢増徴、専売制の強化、藩札発行などを巧みに組み合わせて成功に導いた。この他にも加納藩や旗本の松下氏でも財政再建に携わったとされる。現代でいう経営コンサルタントに近い形態の仕事であった。
だが、松波の方法は大胆でかつ民衆に負担を強いるものが多く、大和郡山藩では上島鬼貫と激しく対立。元禄13年には、高槻藩での改革に失敗した。元禄14年（1701年）からの棚倉藩、続く宝永3年（1706年）からの水戸藩での財政再建は大規模な農民一揆を引き起こした。水戸藩での政策は「宝永の新法」・「宝永の御改革」と呼ばれた。当時の水戸藩は徳川綱條の治世であった。松波は、水戸城下にある千波湖干拓を提案するが、これは重臣の反対で実現しなかった。続いて「紅葉運河」「大貫運河」を開削して、江戸に通じる河川と太平洋を結んで、領内や奥羽の物産を江戸へ売ることを企図したが、工事に動員された農民は賃金が約束ほど支払われなかったことから不満を募らせた。農民3,000人が江戸に出て様々な抗議行動をしたため、水戸藩は松波を解任して改革を中止した。その後、水戸藩を追われて拠点としていた京都に戻るが、翌年、江戸に入ったところを捕らえられて水戸に護送され、赤沼の獄において2人の子とともに獄死した。
現在でも松波が那珂川と利根川を結ぶために構想して、一揆によって挫折した涸沼と巴川を結ぶ運河（勘十郎堀）の遺構が一部残されている。
浮世草子『今川一睡記』に登場する高師直の奸臣・藤浪甚十郎は、松波がモデルとなっている。